# Freedmen's Aid Society
La Freedmen's Aid Society fu fondata nel 1859 durante la guerra civile americana dall'American Missionary Association (AMA), un gruppo sostenuto principalmente dalle chiese congregazionali, presbiteriane e metodiste del Nord.

## Storia
L'AMA organizzò una squadra di insegnanti provenienti dal Nord e fornì loro un alloggio, per creare e insegnare nelle scuole del Sud per i liberti e i loro figli. Dopo la guerra, l'AMA fondò un totale di più di 500 scuole e college per i liberti del Sud, in modo che i liberti potessero essere istruiti come insegnanti, infermieri e altri professionisti.
Il lavoro della Società si accelerò con la fine della guerra e l'inizio dell'Era della ricostruzione. L'istruzione dei liberti era considerata una priorità assoluta sia dai neri che dai bianchi. La Società fu sostenuta da diversi gruppi e confessioni religiose e iniziò a lavorare nel Sud tre mesi dopo la sua organizzazione. Alla fine del primo anno, aveva reclutato 52 docenti. Gli insegnanti istruirono più di 5.000 studenti in 59 scuole. Le scuole erano aperte a uomini, donne e bambini del Sud. Alla fine del secolo, i neri avevano aumentato il loro tasso di alfabetizzazione in modo sorprendente; si trattava di un grande successo dalla fine della guerra. A quel punto le legislature statali dominate dai democratici avevano imposto la segregazione razziale e stavano sottofinanziando le scuole nere e altre strutture.
La dirigenza e il coordinamento della Freedmen's Aid Society furono attribuiti sia alla Chiesa Congregazionalista che a quella Episcopale Metodista. La versione metodista della storia della Società afferma che fu fondata nel 1866. Era “diretta da un consiglio di amministrazione eletto dalla Conferenza generale (metodista)”. Nel 1920 fu riorganizzata e rinominata Board of Education for Negroes, e nel 1939 fu assorbita dal Board of Education della Chiesa metodista.

## Persone di spicco
- Ednah Dow Littlehale Cheney
- Anna Fisher Beiler
- Richard S. Rust